# Psapharochrus galapagoensis
Psapharochrus galapagoensis là một loài bọ cánh cứng trong họ Cerambycidae.